# Бојан Ковачевић (фудбалер, 2004)
Бојан Ковачевић (Ужице, 22. маја 2004) српски је фудбалер који тренутно наступа за Кадиз, на позајмици из Партизана.

## Статистика

### Клупска
Ажурирано 17. фебруара 2024.
|           |          |                  |    |   |   |   |   |   |   |   |    |   |  |  |
| Чукарички | 2021/22. | Суперлига Србије | 10 | 0 | 0 | 0 | — | — | — | — | 10 | 0 |  |  |
| Чукарички | 2022/23. | Суперлига Србије | 17 | 1 | 3 | 0 | 3 | 0 | — | — | 23 | 1 |  |  |
| Чукарички | 2023/24. | Суперлига Србије | 6  | 0 | 2 | 0 | 3 | 0 | — | — | 11 | 0 |  |  |
| Чукарички | Укупно   | Укупно           | 33 | 1 | 5 | 0 | 6 | 0 | — | — | 44 | 1 |  |  |
|           |          |                  |    |   |   |   |   |   |   |   |    |   |  |  |
| Партизан  | 2023/24. | Суперлига Србије | 1  | 1 | 0 | 0 | — | — | — | — | 1  | 1 |  |  |
|           |          |                  |    |   |   |   |   |   |   |   |    |   |  |  |
| Укупно    | Укупно   | Укупно           | 34 | 2 | 5 | 0 | 6 | 0 | — | — | 45 | 2 |  |  |

### Утакмице у дресу репрезентације
| Репрезентација Србије у узрасту до 17 година старости | Репрезентација Србије у узрасту до 17 година старости | Репрезентација Србије у узрасту до 17 година старости | Репрезентација Србије у узрасту до 17 година старости | Репрезентација Србије у узрасту до 17 година старости | Репрезентација Србије у узрасту до 17 година старости | Репрезентација Србије у узрасту до 17 година старости | Репрезентација Србије у узрасту до 17 година старости | Репрезентација Србије у узрасту до 17 година старости | Репрезентација Србије у узрасту до 17 година старости |
| #                                                     | Датум                                                 | Такмичење                                             | Локација                                              | Домаћин                                               | Резултат                                              | Гост                                                  | Гол                                                   | Реф.                                                  |                                                       |
| ----------------------------------------------------- | ----------------------------------------------------- | ----------------------------------------------------- | ----------------------------------------------------- | ----------------------------------------------------- | ----------------------------------------------------- | ----------------------------------------------------- | ----------------------------------------------------- | ----------------------------------------------------- | ----------------------------------------------------- |
| 1.                                                    | 15. септембар 2020.                                   | Пријатељска утакмица                                  | Спортски центар ФС Бугарске, Софија                   | Бугарска                                              | 0 : 2                                                 | Србија                                                |                                                       | [ 10 ]                                                |                                                       |
| 2.                                                    | 17. септембар 2020.                                   | Пријатељска утакмица                                  | Спортски центар ФС Бугарске, Софија                   | Бугарска                                              | 1 : 2                                                 | Србија                                                |                                                       | [ 11 ]                                                |                                                       |
| 3.                                                    | 10. март 2021.                                        | Пријатељска утакмица                                  | Сегедин, Мађарска                                     | Мађарска                                              | 4 : 3                                                 | Србија                                                |                                                       | [ 12 ]                                                |                                                       |
| 3                                                     | Укупан број утакмица и постигнутих погодака           | Укупан број утакмица и постигнутих погодака           | Укупан број утакмица и постигнутих погодака           | Укупан број утакмица и постигнутих погодака           | Укупан број утакмица и постигнутих погодака           | Укупан број утакмица и постигнутих погодака           | 0                                                     |                                                       |                                                       |

| Репрезентација Србије у узрасту до 18 година старости | Репрезентација Србије у узрасту до 18 година старости                    | Репрезентација Србије у узрасту до 18 година старости                    | Репрезентација Србије у узрасту до 18 година старости                    | Репрезентација Србије у узрасту до 18 година старости                    | Репрезентација Србије у узрасту до 18 година старости                    | Репрезентација Србије у узрасту до 18 година старости                    | Репрезентација Србије у узрасту до 18 година старости | Репрезентација Србије у узрасту до 18 година старости | Репрезентација Србије у узрасту до 18 година старости |
| #                                                     | Датум                                                                    | Такмичење                                                                | Локација                                                                 | Домаћин                                                                  | Резултат                                                                 | Гост                                                                     | Гол                                                   | Реф.                                                  |                                                       |
| ----------------------------------------------------- | ------------------------------------------------------------------------ | ------------------------------------------------------------------------ | ------------------------------------------------------------------------ | ------------------------------------------------------------------------ | ------------------------------------------------------------------------ | ------------------------------------------------------------------------ | ----------------------------------------------------- | ----------------------------------------------------- | ----------------------------------------------------- |
| 1.                                                    | 21. септембар 2021.                                                      | Пријатељска утакмица                                                     | Стадион ННЦ Брдо, Крањ                                                   | Словенија                                                                | 1 : 4                                                                    | Србија                                                                   |                                                       | [ 13 ]                                                |                                                       |
| 2.                                                    | 23. септембар 2021.                                                      | Пријатељска утакмица                                                     | Стадион ННЦ Брдо, Крањ                                                   | Словенија                                                                | 1 : 0                                                                    | Србија                                                                   |                                                       | [ 14 ]                                                |                                                       |
| 2                                                     | Укупан број утакмица, постигнутих погодака и минута проведених на терену | Укупан број утакмица, постигнутих погодака и минута проведених на терену | Укупан број утакмица, постигнутих погодака и минута проведених на терену | Укупан број утакмица, постигнутих погодака и минута проведених на терену | Укупан број утакмица, постигнутих погодака и минута проведених на терену | Укупан број утакмица, постигнутих погодака и минута проведених на терену | 0                                                     |                                                       |                                                       |

| Репрезентација Србије у узрасту до 19 година старости | Репрезентација Србије у узрасту до 19 година старости | Репрезентација Србије у узрасту до 19 година старости | Репрезентација Србије у узрасту до 19 година старости | Репрезентација Србије у узрасту до 19 година старости | Репрезентација Србије у узрасту до 19 година старости | Репрезентација Србије у узрасту до 19 година старости | Репрезентација Србије у узрасту до 19 година старости | Репрезентација Србије у узрасту до 19 година старости | Репрезентација Србије у узрасту до 19 година старости |
| #                                                     | Датум                                                 | Такмичење                                             | Локација                                              | Домаћин                                               | Резултат                                              | Гост                                                  | Гол                                                   | Реф.                                                  |                                                       |
| ----------------------------------------------------- | ----------------------------------------------------- | ----------------------------------------------------- | ----------------------------------------------------- | ----------------------------------------------------- | ----------------------------------------------------- | ----------------------------------------------------- | ----------------------------------------------------- | ----------------------------------------------------- | ----------------------------------------------------- |
| 1.                                                    | 8. октобар 2021.                                      | Пријатељска утакмица                                  | Кућа фудбала, Стара Пазова                            | Србија                                                | 0 : 3                                                 | Босна и Херцеговина                                   |                                                       | [ 15 ]                                                |                                                       |
| 2.                                                    | 10. октобар 2021.                                     | Пријатељска утакмица                                  | ТСЦ академија, Бачка Топола                           | Србија                                                | 4 : 0                                                 | Босна и Херцеговина                                   | Гол                                                   | [ 16 ]                                                |                                                       |
| 3.                                                    | 16. новембар 2021.                                    | Квалификације за Европско првенство                   | Егнатиа, Рогозине                                     | Србија                                                | 1 : 2                                                 | Француска                                             |                                                       | [ 17 ]                                                |                                                       |
| 4.                                                    | 1. јун 2022.                                          | Квалификације за Европско првенство                   | Јанмар стадион, Алмере                                | Холандија                                             | 1 : 2                                                 | Србија                                                |                                                       | [ 18 ]                                                |                                                       |
| 5.                                                    | 7. јун 2022.                                          | Квалификације за Европско првенство                   | Спортпарк Јулиана                                     | Србија                                                | 3 : 2                                                 | Норвешка                                              |                                                       | [ 19 ]                                                |                                                       |
| 6.                                                    | 22. септембар 2022.                                   | Меморијални турнир „Стеван Вилотић Ћеле”              | Градски стадион, Суботица                             | Србија                                                | 3 : 1                                                 | Финска                                                |                                                       | [ 20 ]                                                |                                                       |
| 7.                                                    | 24. септембар 2022.                                   | Меморијални турнир „Стеван Вилотић Ћеле”              | Стадион Милан Средановић, Кула                        | Србија                                                | 0 : 3                                                 | Португалија                                           |                                                       | [ 21 ]                                                |                                                       |
| 8.                                                    | 26. септембар 2022.                                   | Меморијални турнир „Стеван Вилотић Ћеле”              | Градски стадион, Суботица                             | Србија                                                | 3 : 1                                                 | Француска                                             |                                                       | [ 22 ]                                                |                                                       |
| 9.                                                    | 17. новембар 2022.                                    | Квалификације за Европско првенство                   | Тренинг центар Петар Милошевски, Скопље               | Северна Македонија                                    | 1 : 2                                                 | Србија                                                |                                                       | [ 23 ]                                                |                                                       |
| 10.                                                   | 20. новембар 2022.                                    | Квалификације за Европско првенство                   | Стадион Ђорче Петров, Скопље                          | Србија                                                | 4 : 0                                                 | Сан Марино                                            |                                                       | [ 24 ]                                                |                                                       |
| 11.                                                   | 23. новембар 2022.                                    | Квалификације за Европско првенство                   | Стадион Ђорче Петров, Скопље                          | Србија                                                | 2 : 0                                                 | Норвешка                                              |                                                       | [ 25 ]                                                |                                                       |
| 12.                                                   | 22. март 2023.                                        | Квалификације за Европско првенство                   | Тренинг центар Краковије                              | Србија                                                | 1 : 0                                                 | Летонија                                              |                                                       | [ 26 ]                                                |                                                       |
| 13.                                                   | 25. март 2023.                                        | Квалификације за Европско првенство                   | Стадион Гарбарниа, Краков                             | Србија                                                | 1 : 3                                                 | Израел                                                |                                                       | [ 27 ]                                                |                                                       |
| 13                                                    | Укупан број утакмица и постигнутих погодака           | Укупан број утакмица и постигнутих погодака           | Укупан број утакмица и постигнутих погодака           | Укупан број утакмица и постигнутих погодака           | Укупан број утакмица и постигнутих погодака           | Укупан број утакмица и постигнутих погодака           | Укупан број утакмица и постигнутих погодака           | 1                                                     |                                                       |